# Adolph Wilhelm von Gohren
Adolph Wilhelm von Gohren (auch: Johann Adolf Wilhelm von Goehren; * 13. Mai 1685 in Kopenhagen; † 24. Juli 1734 in Hamburg) war ein dänischer evangelischer Theologe.

## Leben
Gohren wuchs in Lübeck auf, studierte ab Ostern 1702 an der Universität Kiel, danach an der Universität Jena, wo er auch als Privatdozent dozierte. Es folgten Anstellungen als Konsistorialrat am Hof des Herzogs von Sachsen-Eisenach, als erster Pastor in Glaucha, als Superintendent und als Konsistorialrat des Reichsgrafen von Schönburg. 1731 wurde er Hauptpastor der St. Michaeliskirche in Hamburg, starb aber schon nach zwei Jahren, über den Ärger den ihm ein Schulmeister bereitete.